# ستارو سلو (استان سیلیسترا)
ستارو سلو (به بلغاری: Staro Selo) یک منطقهٔ مسکونی در بلغارستان است که در توتراکان، استان سیلیسترا واقع شده‌است.
 ستارو سلو  ۸۶۵ نفر جمعیت دارد و ۲۶ متر بالاتر از سطح دریا واقع شده‌است.